# Valsad (distrikt)
Valsād är ett distrikt i Indien.   Det ligger i delstaten Gujarat, i den västra delen av landet, 1 000 km söder om huvudstaden New Delhi. Antalet invånare är 1 705 678. Arean är 3 008 kvadratkilometer. Valsād gränsar till Thane.
Terrängen i Valsād är platt åt nordväst, men åt sydost är den kuperad.
Följande samhällen finns i Valsād:
- Valsad
- Vapi
- Nargol
- Pārdi
- Dharampur
- Parnera